# Göte Fridh
Karl Göte Fridh, född 30 september 1926 i Lunds stadsförsamling i Malmöhus län, död 20 november 1996 i Trollhättans församling i Älvsborgs län, var en svensk ämbetsman. Han var landshövding i Älvsborgs län 1978–1991.

## Biografi
Fridh avlade socionomexamen vid Socialhögskolan i Lund 1950. Han blev assessor i Danderyds köping 1951 och kommunalkamrer i Vallentuna landskommun 1954. Han var sakkunnig vid Finansdepartementet 1956–1958, konsulent vid Svenska Kommunförbundet 1958–1962 och byrådirektör vid Finansdepartementet 1962–1963. Åren 1963–1976 tjänstgjorde han vid Socialdepartementet: som byråchef 1963–1965, som departementsråd 1965–1969 och som statssekreterare 1969–1976. Göte Fridh var landshövding i Älvsborgs län 1978–1991.
Fridh var därtill ledamot av Skatteutjämningskommittén 1962 samt expert i Familjepolitiska kommittén 1966 och i Pensionsförsäkringskommittén 1967. Han hade därtill utredningsuppdrag i bland annat Sysselsättningsutredningen 1977–1978 samt var ordförande i bland annat Trafikpolisutredningen 1991–1992 och i August Abrahamsons stiftelse på Nääs 1983–1992.
Göte Fridh var son till muraren Hilding Fridh och Johanna, född Lundh. Han gifte sig 1954 med Astrid Löfquist (född 1927). Han är begravd vid Östra Vemmerlövs kyrka.